# Brouwerij Kalnapilis
Brouwerij Kalnapils is een Litouwse brouwerij in Panevėžys, onderdeel van de Kalnapilio - Tauro grupė.

## Geschiedenis
De brouwerij werd gestart in 1902 in Panevėžys door de Duitse landeigenaar Albert Foight onder de naam Bergschlösschen. De brouwerij werd in 1918 een naamloze vennootschap en de naam omgezet in de Litouwse naam Kalnapilis (met dezelfde betekenis). In 1940 werd de brouwerij genationaliseerd onder het Sovjetregime. Tussen 1970 en 1990 werden heel wat renovaties uitgevoerd waarbij de oude productie-eenheid volledig vernieuwd werd.
Na de val van het communisme en de onafhankelijkheid van Litouwen in 1990 werd de brouwerij geprivatiseerd. In 1994 kwam de brouwerij in handen van de Baltic Beverages Holding (BBH). BBH investeerde de volgende twee jaar 12 miljoen US$ waardoor de brouwerij de modernste van het land werd, met een jaarlijkse capaciteit van 600.000 hectoliter. Na het samengaan van de Orkla Group en Carlsberg domineerde BBH de Litouwse biermarkt doordat ze de drie grootste brouwerijen in handen hadden. De Raad Concurrentievermogen van Litouwen verplichtte hen om een van deze brouwerijen te verkopen. In 2001 werd brouwerij Kalnapilis verkocht aan de Deense brouwerijgroep Royal Unibrew die de brouwerij samenvoegde met brouwerij Tauras in de Kalnapilio - Tauro grupė. De brouwerij heeft een aandeel van 25% in de Litouwse biermarkt.

## Bieren
- Kalnapilis